# Ardisia attenuata
Ardisia attenuata là một loài thực vật có hoa trong họ Anh thảo. Loài này được Wall. ex A.DC. mô tả khoa học đầu tiên năm 1834.